# Hunakubo Dani
Hunakubo Dani är en dal i Antarktis. Den ligger i Östantarktis. Norge gör anspråk på området.